# Kathryn C. Thornton
Kathryn Ryan Cordell Thornton (* 17. August 1952 in Montgomery, Bundesstaat Alabama) ist eine ehemalige US-amerikanische Astronautin.

## Ausbildung
Thornton erhielt 1974 einen Bachelor in Physik von der Auburn University und 1977 einen Master in Physik von der University of Virginia. 1979 erhielt sie einen Doktorgrad in Physik von der University of Virginia.
1979 erhielt Thornton ein Stipendium der NATO, um ihre Forschungen am Max-Planck-Institut für Kernphysik in Heidelberg fortzusetzen. 1980 kehrte sie in die USA zurück und wurde Physikerin am U.S. Army Foreign Science and Technology Center.

## Astronautentätigkeit
Im Mai 1984 wurde Thornton von der NASA als Astronautenanwärterin ausgewählt. 

### STS-33
Am 22. November 1989 startete Thornton als Missionsspezialistin mit der Raumfähre Discovery zum ersten Mal ins All. Während des Fluges wurde ein Satellit des Verteidigungsministeriums ausgesetzt. Nach 79 Orbits kehrte die Discovery am 27. November zur Edwards Air Force Base zurück.

### STS-49

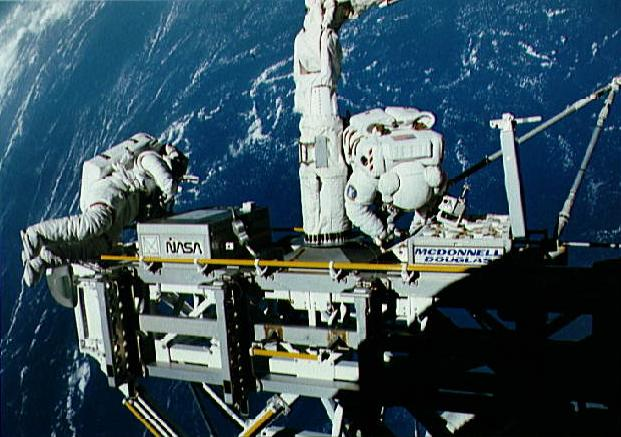
Thornton und Akers bei einer EVA

Am 7. Mai 1992 flog Thorton als Missionsspezialistin auf dem Jungfernflug der Raumfähre Endeavour zum zweiten Mal ins All. Ziel dieser Mission war es, den zwei Jahre zuvor gestarteten Kommunikationssatelliten Intelsat VI-F3 für eine Reparatur zu bergen. Erst mit dem dritten Außenbordeinsatz (EVA) konnte der Satellit schließlich von Hand eingefangen werden. Daraufhin erhielt Intelsat einen neuen Apogäumsmotor, damit er eine vorgesehene geostationäre Umlaufbahn erreichen konnte. Bei einer weiteren EVA wurden Strukturen und Werkzeuge getestet.

### STS-61

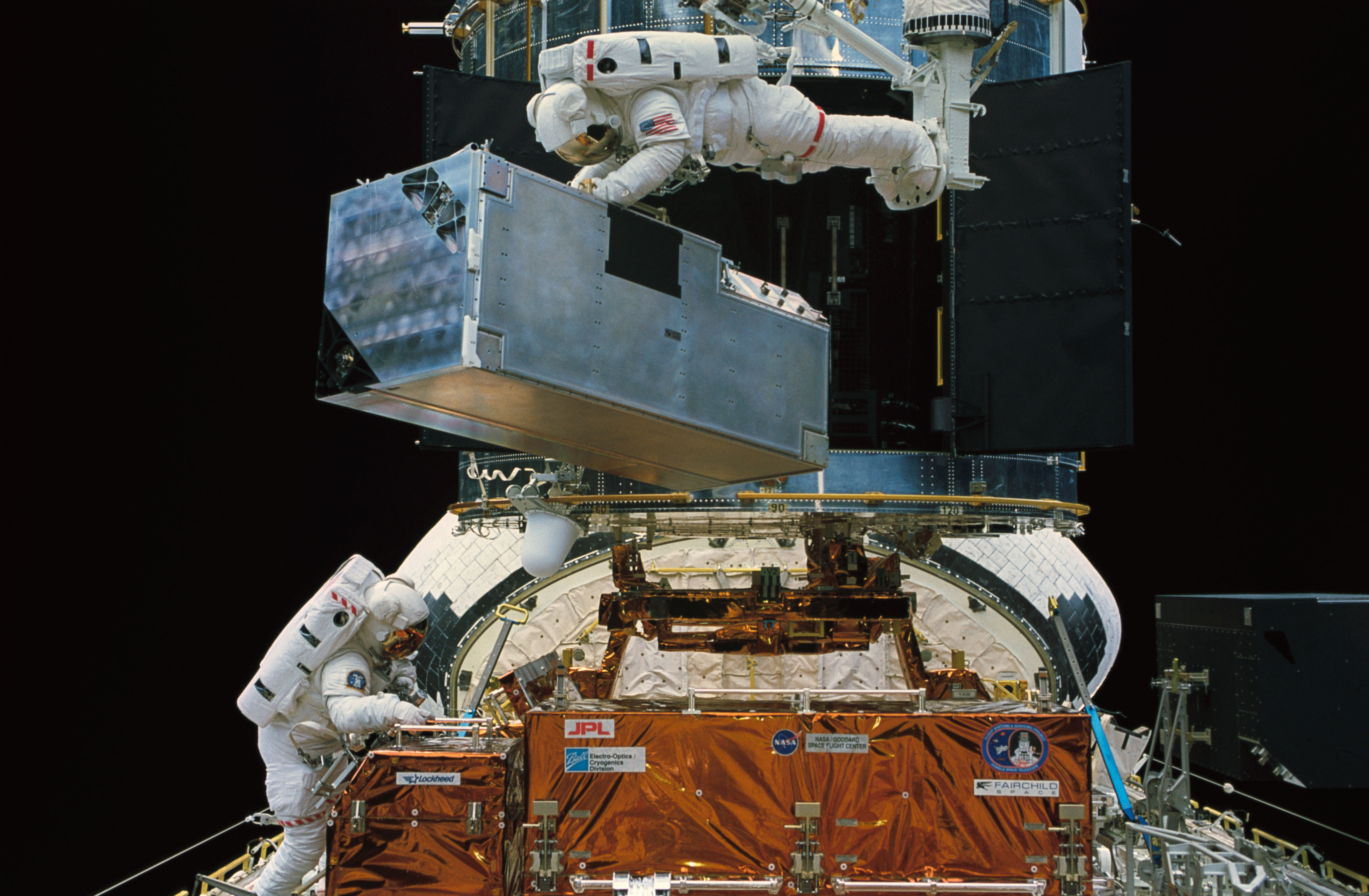
Thornton (oben) installiert das COSTAR-Modul bei einer EVA

Thornton flog am 2. Dezember 1993 als Missionsspezialistin mit der Raumfähre Endeavour zum dritten Mal ins All. Es war die erste Reparaturmission des Hubble-Weltraumteleskops (HST). Der Hauptspiegel des dreieinhalb Jahre zuvor gestarteten Observatoriums war fehlerhaft, was zu unscharfen Bildern führte. Thornton nahm an zwei der fünf Außenbordarbeiten (EVAs) teil, die erforderlich waren, um das Korrekturinstrument COSTAR und die WF/PC-II-Kamera zu installieren. Ferner wurden die Solarpaneele zur Stromversorgung des HST ersetzt.

### STS-73
Am 20. Oktober 1995 startete Thornton als Missionsspezialistin mit der Raumfähre Columbia ins All. Auf dieser 16-tägigen Spacelab-Mission unter der Bezeichnung „United States Microgravity Laboratory (USML) 2“ wurden 16 Hauptexperimente in den Forschungsdisziplinen Material-, Verbrennungswissenschaften, Flüssigkeitsphysik und Biotechnologie durchgeführt.

## Nach der NASA
Am 1. August 1996 verließ Thornton die NASA und wurde Professorin für Physik an der University of Virginia. Sie ist auch Direktorin des dortigen Center for Science, Mathematics and Engineering Education.

## Privates
Kathryn Thornton ist verheiratet und hat fünf Kinder, davon zwei Stiefsöhne.